# Hendersonville (North Carolina)
Hendersonville is een plaats (city) in de Amerikaanse staat North Carolina, en valt bestuurlijk gezien onder Henderson County.

## Demografie
Bij de volkstelling in 2000 werd het aantal inwoners vastgesteld op 10.420.
In 2006 is het aantal inwoners door het United States Census Bureau geschat op 11.808, een stijging van 1388 (13,3%).

## Geografie
Volgens het United States Census Bureau beslaat de plaats een oppervlakte van
15,4 km², geheel bestaande uit land. Hendersonville ligt op ongeveer 646 m boven zeeniveau.

## Plaatsen in de nabije omgeving
De onderstaande figuur toont nabijgelegen plaatsen in een straal van 8 km rond Hendersonville.